# شينغو موريتا (لاعب كرة قدم مواليد 2001)
شينغو موريتا (باليابانية: 森田 慎吾) (مواليد 9 يوليو 2001) هو لاعب كرة قدم ياباني.

## وصلات خارجية
- شينغو موريتا (لاعب كرة قدم مواليد 2001) على موقع رابطة كرة القدم اليابانية للمحترفين (اليابانية)
- شينغو موريتا (لاعب كرة قدم مواليد 2001) على موقع قاعدة بيانات كرة القدم.إي يو (الإنجليزية)
- شينغو موريتا (لاعب كرة قدم مواليد 2001) على موقع Soccerway.com (الإنجليزية)